# جمهورية بريكمورج
جمهورية بريكمورج (ب[Vendvidéki Köztársaság, Mura Köztársaság] خطأ: {{اللغة-؟؟}}: النص يحتوي على علامة مائلة (مساعدة)) (بالسلوفينية: Murska Republika, Republika Prekmurje) (بالسلوفينية البريكمورجية: Reszpublika Szlovenszka okroglina, Mörszka Reszpublika) كانت دولة غير معترف بها في بريكمورج، وهي منطقة معروفة تقليديًا بالمجرية باسم Vendvidék. في 6 يونيو 1919، اندمجت بريكمورج في مملكة الصرب والكروات والسلوفينيين (أُعيد تسميتها «يوغوسلافيا» في 1929).
كان يحد الجمهورية من الشمال النمسا ومن الشرق المجر ومن الجنوب والغرب مملكة الصرب والكروات والسلوفينيين.

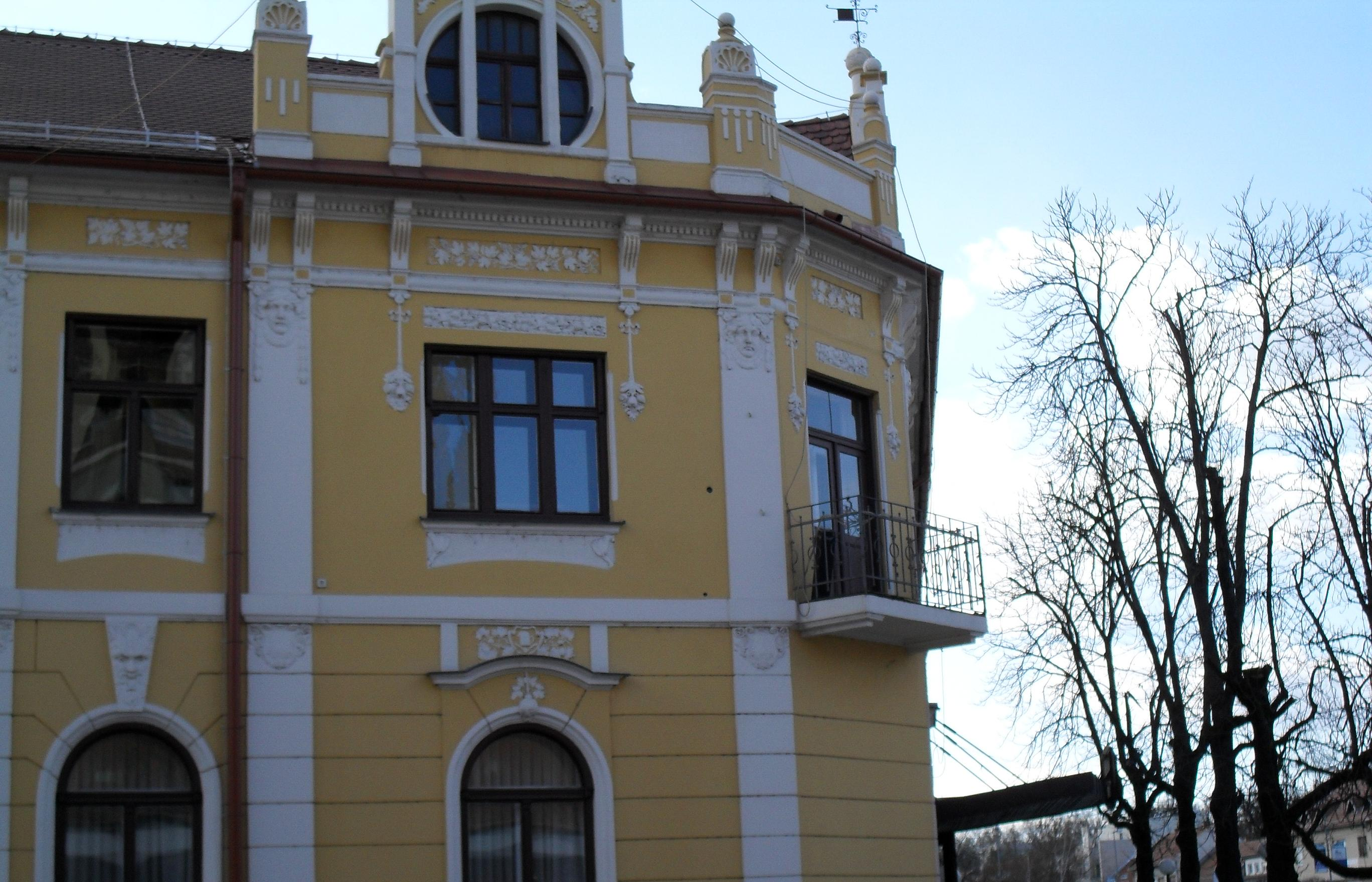
شرفة في فندق زفيزدا بمدينة موسكا سوبوتا ومنها تم اعلان تأسيس جمهورية بريكمورج عام 1919